# Paco Blázquez García
Francisco V. Blázquez García (1972, Comunidad Valenciana), más conocido como Paco Blázquez García, Presidente de la Real Federación Española de Balonmano desde el 2013 y Vicepresidente del Comité Olímpico Español desde el 2017. En el año 2021 fue elegido miembro de Comité Ejecutivo de la Federación Europea de Balonmano.